# 小林弥生 (歌手)
小林 弥生（こばやし やよい、1996年3月4日 - ）は、日本のハンドメイドアクセサリー作家、歌手で、女性アイドルグループ・さんみゅ〜の元メンバー。奈良県出身。

## 経歴
2009年、サンミュージックアカデミー大阪校へ入所。
2012年の結成から2020年の解散まで女性アイドルグループ・さんみゅ〜のメンバーとして活動。
2020年8月、ハンドメイドアクセサリーショップ
「As fate.」のオンラインショップをオープン。
2021年末、サンミュージックとの契約を終了し、以降はフリーで活動中。

## 出演

### テレビ
- ならフライデー9（2017年2月3日、奈良テレビ放送）[4]

### 舞台
- ねこ軍議～飼い猫はどいつニャ？ (2016年8月8日 - 14日、R’sアートコート)[5]
- みんなのうた(2019年4月10日 - 14日、ポケットスクエア 劇場MOMO)
- 劇団SUTTHINEE 第5回公演『オタッカーズ・ハイ』（2019年11月27日 - 12月1日、バルスタジオ） - ヒロイン：堤 役[6]
- キューティーハニー CLIMAX（2021年6月17日 - 20日、シアター1010） - アッシュハニー（アインス） 役[7]

### キャンペーン
- 奈良市観光大使 (2014年9月28日 - )
  - ツーリズムEXPO 2014 (2014年9月)[8][9]

### モデル
- 銀座フォト・プロムナード 写真家 村尾昌美 写真展「星の王女様」  (2016年11月 - 2017年1月、ニコンプラザ銀座・名古屋) [10][11]

### 福祉キャンペーン
- NHKハートプロジェクト 第20回「NHKハート展」作画担当[12][13]

### CM・広告
- カラオケBanBan（2013年）[14]
- 山芳製菓わさビーフ（2013年）- 25周年キャンペーン[15]
- ルネサンス高等学校（2014年 - ）[16]

### インターネット配信
- やぁちゃんねる（2012年05月27日 - 、ニコニコ生放送）[17]
- 大晦日はゲームで年越しカウントダウン 生放送ＳＰ（2016年12月31日、ニコニコ生放送）[18][19]